# 条头糕

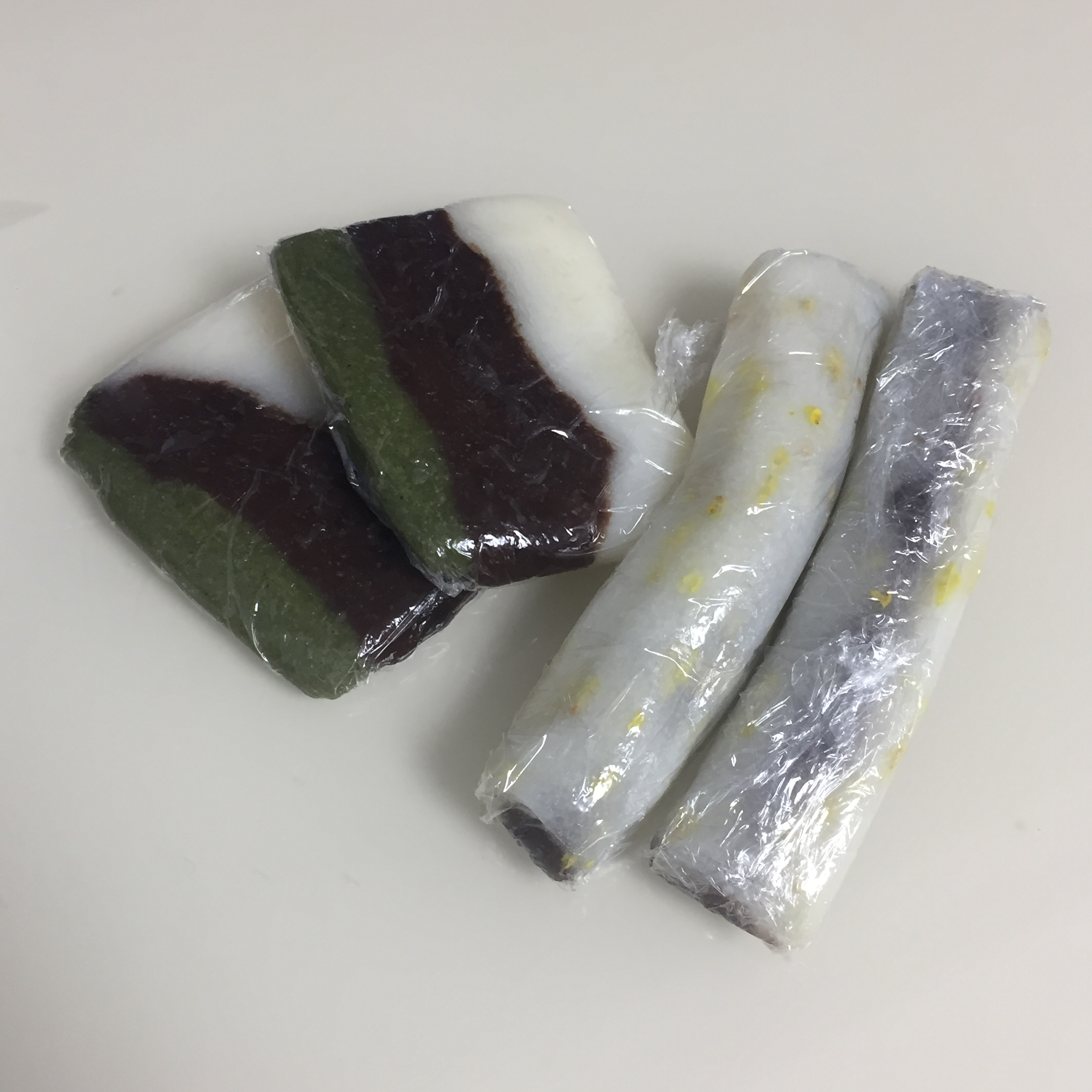
左侧为南京三色糕，右侧为桂花条头糕

条头糕是上海境內的一種條狀糕點，它的外部是糯米粉和黏米粉，內部為豆沙，蒸熟后浇上糖桂花即可食用，所以条头糕又稱桂花条头糕。

## 歷史
条头糕源自蘇州的苏式糕团。苏州人移民到上海後，苏式糕团傳到上海，逐步演變成條頭糕。顾禄所著的《清嘉录》、夏衍《懒寻旧梦录》以及夏丏尊的《鲁迅翁杂忆》中均提到条头糕。乔家栅、沈大成、上海杏花楼酒家均有条头糕產品。後來条头糕又傳到江蘇和浙江一带。